# クライスツ・カレッジ (ケンブリッジ大学)
クライスツ・カレッジ (Christ's College) は1505年に設立されたイギリスのケンブリッジ大学のカレッジの一つ。

## 著名な卒業生
- マーティン・エヴァンズ - 科学者、ノーベル生理学・医学賞者
- コリン・デクスター - 作家
- チャールズ・ダーウィン - 自然科学者
- ジョン・ミルトン - 詩人
- ローワン・ウィリアムズ - カンタベリー大主教
- ジョン・ロバート・シーリー - 歴史家、随筆家
- ジョン・コタラーワラ - 政治家、第3代セイロン首相
- サシャ・バロン・コーエン - コメディアン、俳優
- ロドリク・ブレースウェート - 外交官、著作家
- 北尾吉孝 - 経営者、投資家